# Microhydromys
A Microhydromys az emlősök (Mammalia) osztályának a rágcsálók (Rodentia) rendjébe, ezen belül az egérfélék (Muridae) családjába tartozó nem.

## Rendszerezés
A nembe az alábbi 2 faj tartozik:
- Microhydromys musseri Flannery, 1989 - szinonimája: Microhydromys argenteus
- vésettfogú cickányegér (Microhydromys richardsoni) Tate & Archbold, 1941 - típusfaj